# Оришківці (Чортківський район)
Ори́шківці — село в Україні,  у Копичинецькій міській громаді Чортківського району Тернопільської області. Розташоване на річці Оришка, на південному заході району. Центр колишньої сільради.
Населення — 1395 осіб (2025 р.). Через село проходить автомобільний шлях М19  що є частиною Європейського автомобільного маршруту E85.

## Населення

### Мова
Розподіл населення за рідною мовою за даними перепису 2001 року:
| Мова       | Кількість | Відсоток |
| ---------- | --------- | -------- |
| українська | 1593      | 99.19%   |
| російська  | 11        | 0.69%    |
| білоруська | 1         | 0.06%    |
| румунська  | 1         | 0.06%    |
| Усього     | 1606      | 100%     |

## Історія
Перша писемна згадка — 1574 р. За іншими даними перша згадка про село датується 1579 роком. Назва села та однойменної річки Оришка, що протікає через нього, за легендою, походить від жіночого імені Орися (одна з народних форм канонічного імені Ірина).
Діяли «Просвіта», «Луг», «Союз українок», «Хліборобський вишкіл молоді» та інші українські товариства, кооператива.
В роки Другої світової війни 270 мешканців села брали участь у військових діях. 93 з них загинули або пропали безвісти, 95 – нагороджені орденами і медалями Радянського Союзу
З 30 липня 2018 р. у складі Копичинецької міської громади.
12 червня 2020 року, відповідно до розпорядження Кабінету Міністрів України № 724-р «Про визначення адміністративних центрів та затвердження територій територіальних громад Тернопільської області» увійшло до складу Копичинецької міської громади .
19 липня 2020 року, в результаті адміністративно-територіальної реформи та ліквідації Гусятинського району, село увійшло до складу новоутвореного Чортківського району.

## Політика

### Парламентські вибори, 2019
На позачергових парламентських виборах 2019 року у селі функціонувала окрема виборча дільниця № 610242, розташована у приміщенні будинку культури.
Результати
- зареєстровано 1123 виборці, явка 49,60%, найбільше голосів віддано за «Слугу народу» — 46,22%, за Всеукраїнське об'єднання «Батьківщина» — 11,33%, за Радикальну партію Олега Ляшка — 8,99%.[7] В одномандатному окрузі найбільше голосів отримав Ігор Сопель (Слуга народу) — 35,53%, за Миколу Люшняка (самовисування) — 28,57%, за Володимира Бліхаря (Всеукраїнське об'єднання «Батьківщина») — 9,89%[8].

## Пам'ятки
- Церква Покрови Пресвятої Богородиці (1994 р.).
- Капличка Матері Божої

У селі споруджено пам'ятники воїнам-односельцям, полеглим у німецько-радянській війні (1988 р.), Борцям за волю України (1993 р.), Пам'ятник Тарасові Шевченку (2014), насипано символічні могили УСС та воякам УПА (1991 р.).

## Соціальна сфера
Працюють: 
- ЗОШ 1-2 ступ;
- дитячий садок;
- клуб4
- бібліотека;
- ФАП;
- відділення зв'язку;
- кімната-музей історії села;
- торговельні заклади.

## Відомі люди

### Народилися
- Роман Боднар (1945—2004) — лікар-психіатр, літератор;
- Михайло Литвинович[9] — отець;
- Олег Пилипчук (13 серпня 1947)  — вчений-біолог;
- Ростислав Пилипчук (1936—2014) — театрознавець та літературознавець;
- Ярослав Сухий (26 березня 1951) — український політик, науковець, народний депутат України 3-7-го скликань
- Чеслав Дутка (20 січня 1936) – польський літературознавець, соціолог;
- Володимир Возьний (28 квітня 1956) – вчений-юрист;
- Казимир Возьний (12 березня 1967) [10] — вчений-економіст, проректор Західноукраїнського національного університету, в минулому — директор бібліотеки Тернопільського національного економічного університету;
- Потикевич-Заболотна Марія Василівна (1924—2007) — учасниця національно-визвольних змагань, медсестра УПА, політв'язень, поетеса.
- Гаврилишин Іван Павлович 15травня 1948 р. - журналіст, громадський діяч.

### Власники (дідичі) села
- Чурило Мартин (Марцін) — отримав село у власність за бойові заслуги під Полоцьком[11]
- Ян Потоцький.

## Галерея

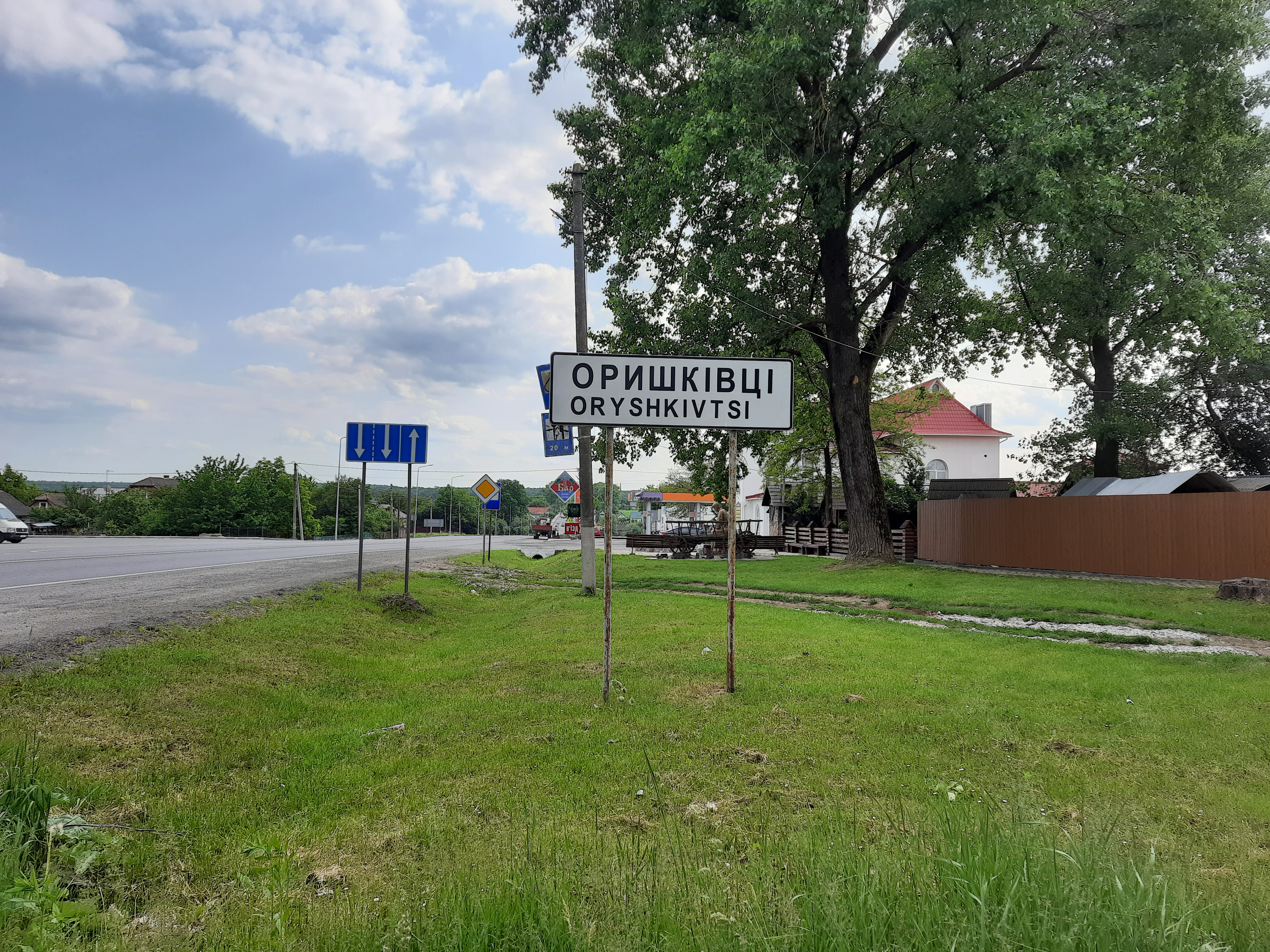
Дорожній знак при в'їзді в село
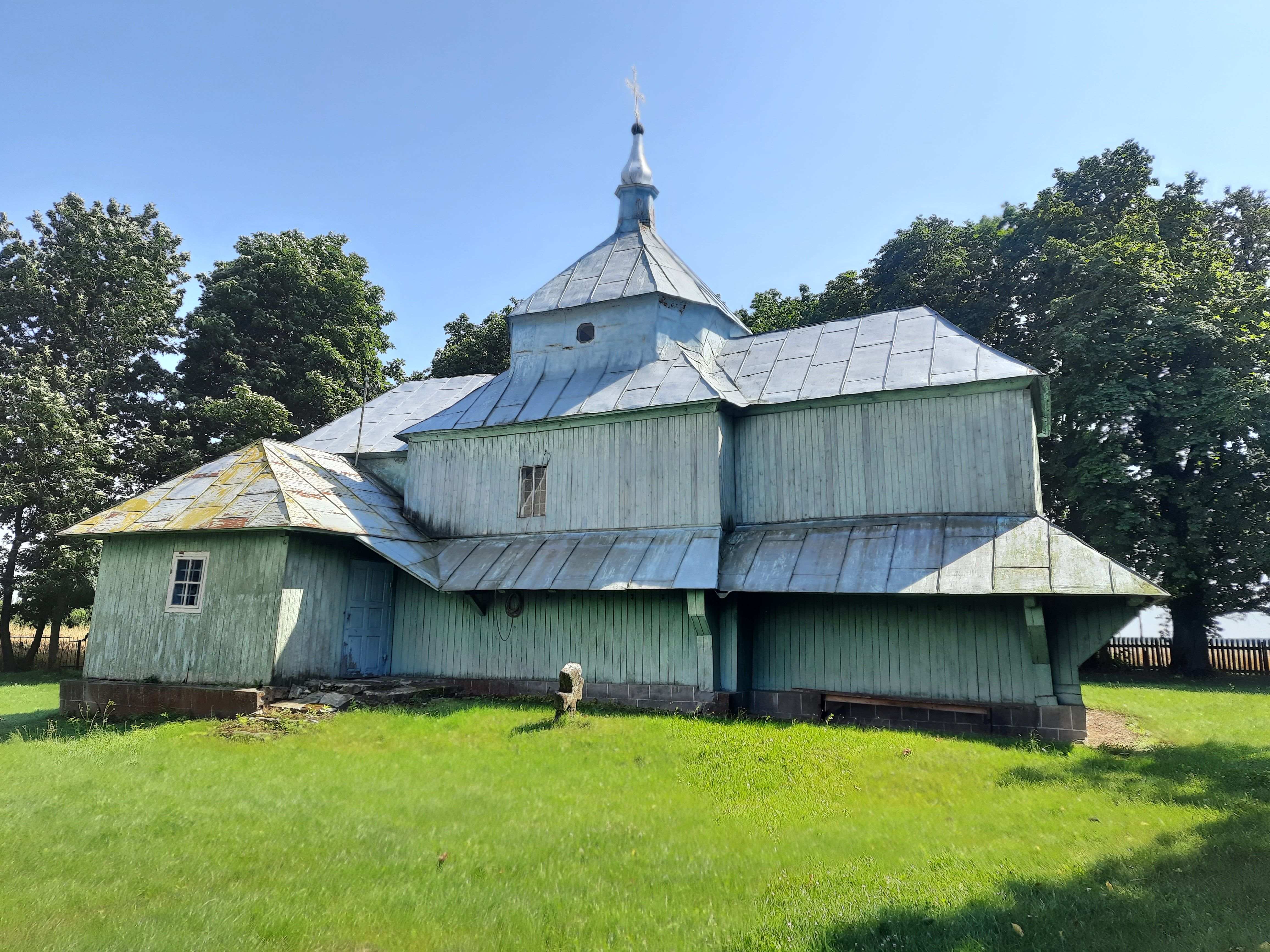
Церква Покрови Пресвятої Богородиці 1748р
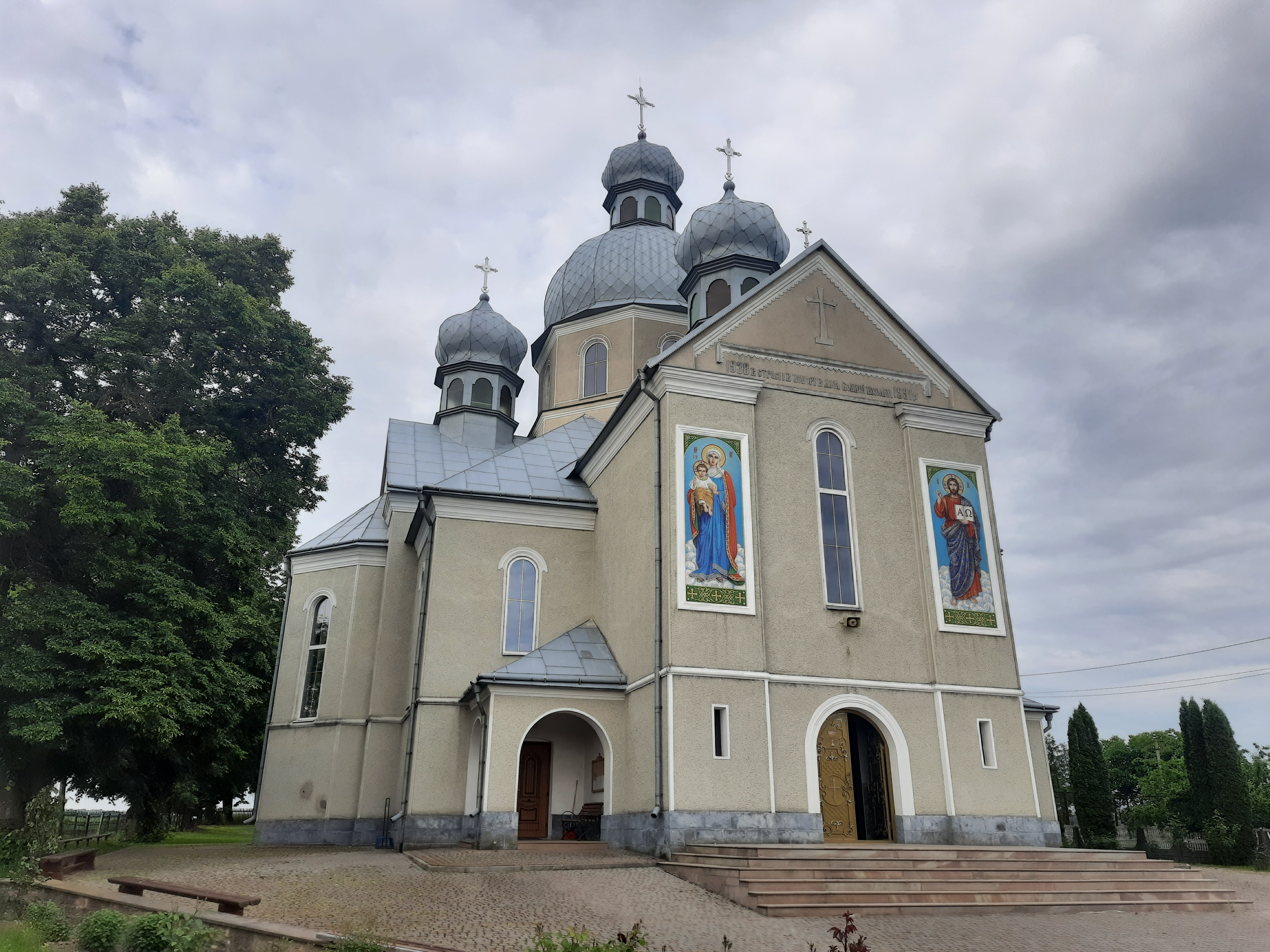
Церква Покрови Пресвятої Богородиці (1994 р.)
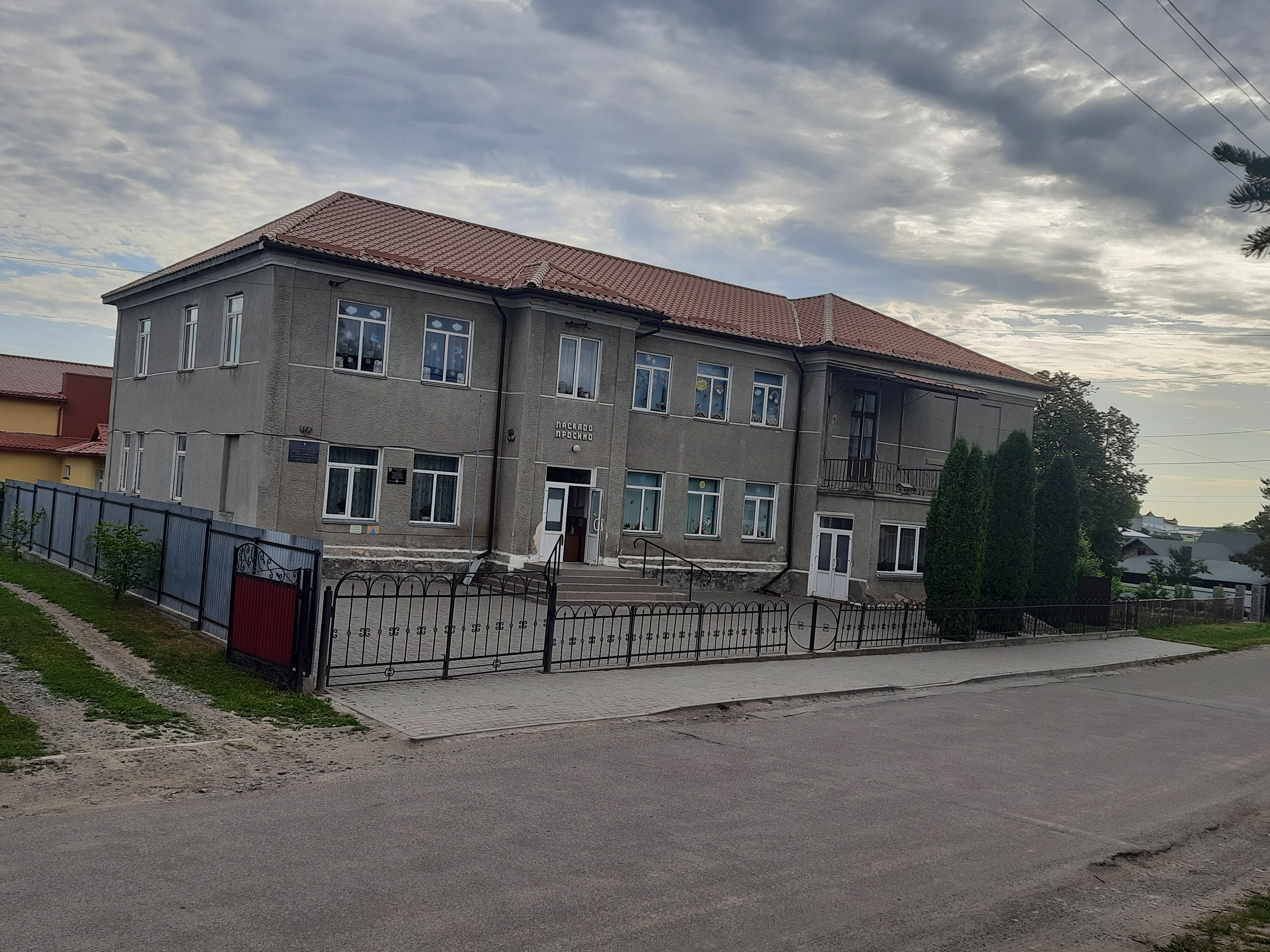
Школа
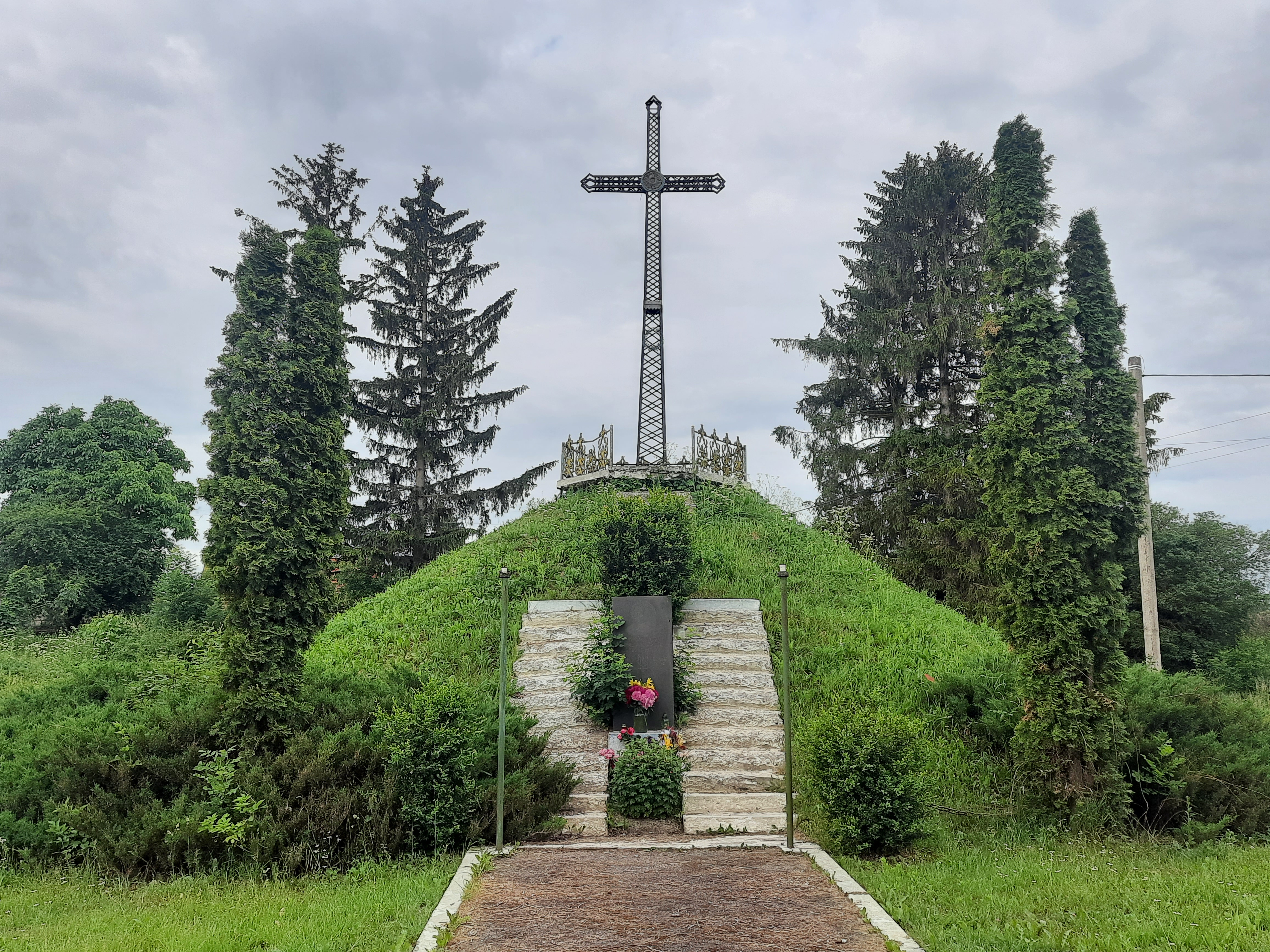
Символічна могила Борцям за волю України